# Alegoría de la Castidad (Lorenzo Lotto)
La Alegoría de la Castidad o Alegoría del sueño vigilante del alma  es un óleo sobre tabla de 42,9 x 33,7 cm de Lorenzo Lotto, de hacia 1505 y conservado en la Galería Nacional de Arte de Washington.

## Historia
La obra se conoce desde el siglo XIX, cuando se encontraba en la colección Castelbarco de Milán, antes de ser vendida en 1887 a sir William Martin Conway, que la trasladó a su Allington Castle, en Kent. Adquirida luego por Alessandro Contini-Bonacossi, se vendió el 4 de octubre de 1934 a Samuel H. Kress, que la llevó a los Estados Unidos y en 1939 la donó al naciente museo.
La datación de 1505 se debe a las similitudes, estilísticas y temáticas con la cubierta (es decir la custodia) del Retrato del obispo Bernardo de Rossi, representando una Alegoría del Vicio y la Virtud. Así pues, probablemente también esta alegoría fuera la cubierta de un retrato no especificado, quizás el Busto femenino, en el Museo de Bellas Artes de Dijon. En este periodo Lotto era el joven protegido del obispo de Treviso, que había reunido a su alrededor un pequeño círculo de escritores y artistas.
Análisis radiográficos descubrieron debajo un dibujo parcial diferente de la obra final, con una composición que ha sido interpretada como un Hércules en la encrucijada, otro tema más convencional centrado en el contraste entre virtus y voluptas.

## Descripción y estilo
Un amplio paisaje boscoso hace de fondo a la escena, con los resplandores de la puesta de sol que recuerdan tanto a la evocadora atmósfera de Giorgione como las acuarelas de Durero.
En el centro, investida por una luz misteriosa, se encuentra una joven mujer descalza y vestida con túnica blanca y manto dorado, recostada suavemente contra el tocón de un laurel con dos vástagos, lo que recuerda la figura mitológica de Dafne y su contingencia. Está en sintonía con el sentimiento de quies (quietud), un estado suspendido de visión purificadora que dista mucho del abandono inconsciente del sueño. Arriba sobre la joven un amorcillo vierte sobre ella una cascada de florecillas blancas, quizás una alusión a la poesía de Petrarca Chiare, fresche et dolci acque.
Dos sátiros, una hembra que aparece sonriente detrás de un árbol a la izquierda y un macho tendido y comprobando una jarrita de cristal a la derecha en primer plano cerca de un estanque, representan respectivamente las insidias del amor carnal y la embriaguez, que son ignorados por la mujer. La originalidad de estos elementos y la libertad compositiva demuestran la inventiva y la ironía típica de Lotto.
La pintura atestigua que Lotto conocía el tema "velar durmiendo", lema que lo acerca a la alquimia, aunque el uso y las preparaciones de colores que había aprendido con solo doce años en el taller veneciano de Vivarini, entonces se acercaba a la artesanía alquímica.